# São João de Campina Grande
São João de Campina Grande é um evento anual realizado pela prefeitura de Campina Grande, no estado brasileiro da Paraíba, durante o mês de junho. Na cultura do Nordeste brasileiro, é típico comemorar o dia de São João através de espetáculos, danças e quadrilhas. A festa dura 31 dias e é realizada em vários polos espalhados pelo município, e principalmente no Parque do Povo, chamado de "o quartel-general do forró", no centro da cidade. O São João de Campina Grande é reconhecido pelo Instituto Ranking Brasil como a maior festa de São João do país.

## História
Em 1983, o então prefeito Ronaldo Cunha Lima resolveu centralizar a festa de São João. Onde hoje fica o Parque do Povo, era um grande terreno baldio, que era conhecido como “coqueiros de José Rodrigues”. Segundo os registros históricos, em 1983, a área já havia sido desapropriada pela prefeitura. No primeiro ano, não há uma confirmação de quantos dias o evento durou, mas a partir do ano seguinte, em 1984, o evento passou a ter duração de 30 dias. Naquele ano, a festa aconteceu do dia 2 de junho ao dia 1º de julho. Além da palhoça, a festa contava com apresentações em cima de um caminhão. Um dos artistas que se apresentou na época foi o cantor Capilé. Com o sucesso da festa nos três primeiros anos, em 1986 a prefeitura começou a construir o Parque do Povo. Inicialmente foi construída a “Pirâmide” e pavimentada a parte superior do local, onde hoje fica a área de shows do palco principal.
A famosa “Pirâmide” na verdade foi construída para representar uma fogueira e que o local seria chamado de “Forródromo”, em referência ao Sambódromo, em São Paulo. Mas, pelo formato, pouca gente relacionava a obra a uma fogueira e o local ficou conhecido mesmo como a “Pirâmide do Parque do Povo”. Ainda em 1986, a festa ganhou uma grande proporção, com um palco para shows e centenas de barracas com bebidas e comidas típicas pelo Parque do Povo. Em cinco anos, o São João de Campina Grande já era uma festa de grande proporção pelo nome e pelo tempo de duração. Por isso, em 1987 o “Maior São João do Mundo” foi incluído no calendário oficial do Instituto Brasileiro de Turismo. Na época, o presidente da Embratur era João Dória Júnior.
Com a divulgação nacional, o número de turistas na festa aumentou e o espaço começou a ficar pequeno para tanta gente. Em 1989, a prefeitura resolveu fazer uma obra de expansão do Parque do Povo, construindo o que hoje é a parte de baixo do local, onde ficam as barracas, palhoças e a cidade cenográfica. Um dos elementos que mais encantam quem passa pelo Parque do Povo, durante o São João é a cidade cenográfica. Ela surgiu em 1999 com réplicas de prédios históricos e templos de Campina Grande.

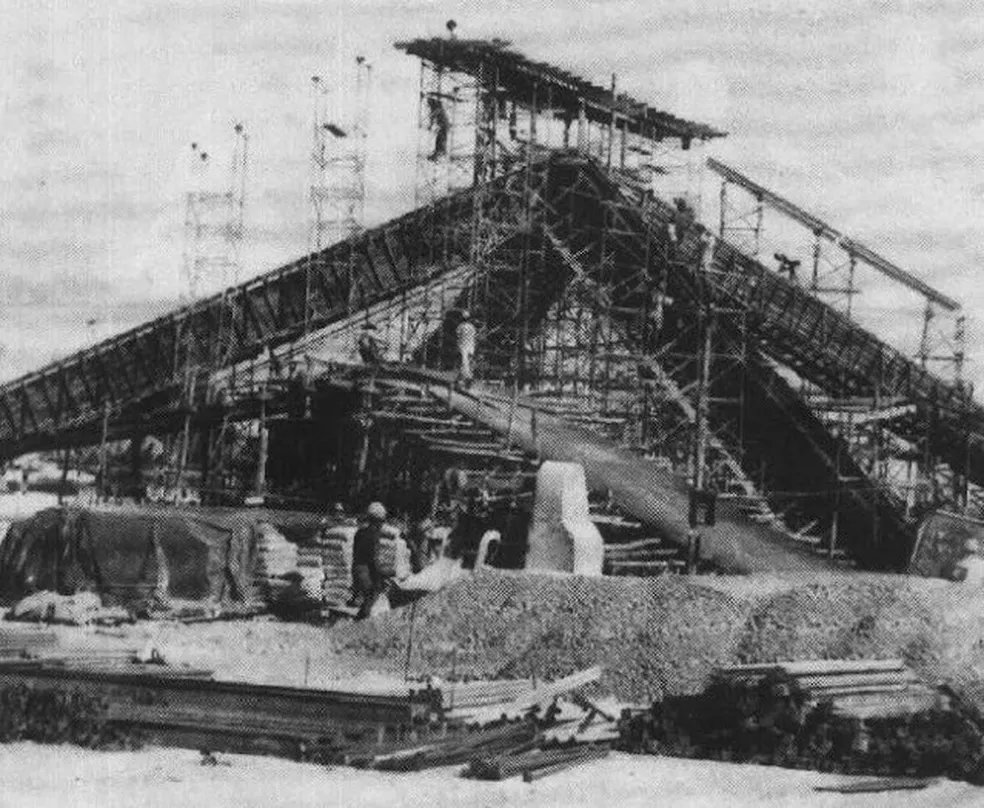
Construção da pirâmide do Parque do Povo.

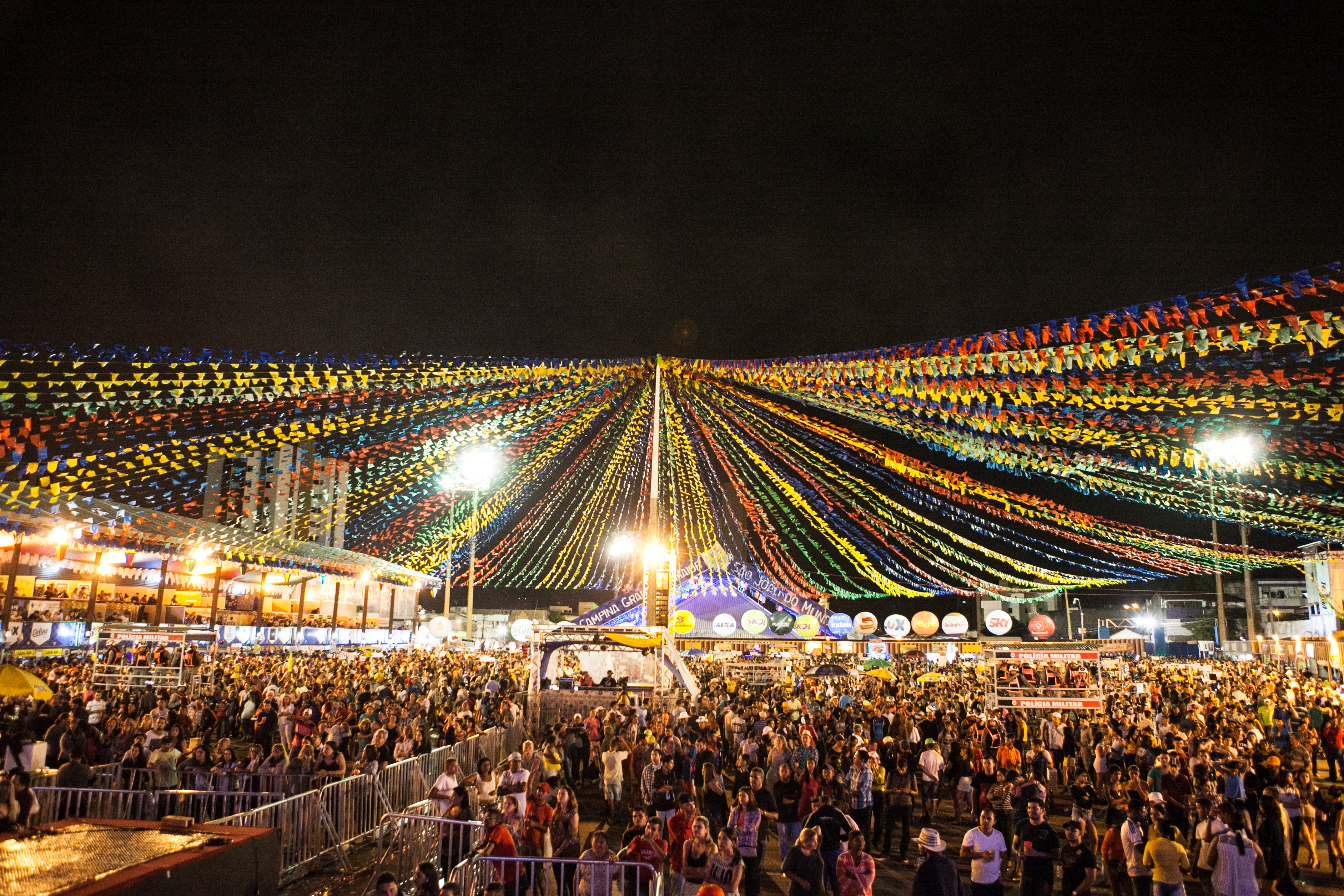
Público na área do palco principal atualmente

A cidade cenográfica conta com réplica do Telegrapho, Cassino El Dourado, Cine Capitólio, a Catedral de Nossa Senhora da Conceição e a representação da Vila Nova da Rainha, onde surgiu a população que deu origem a Campina Grande.

## Parque do Povo

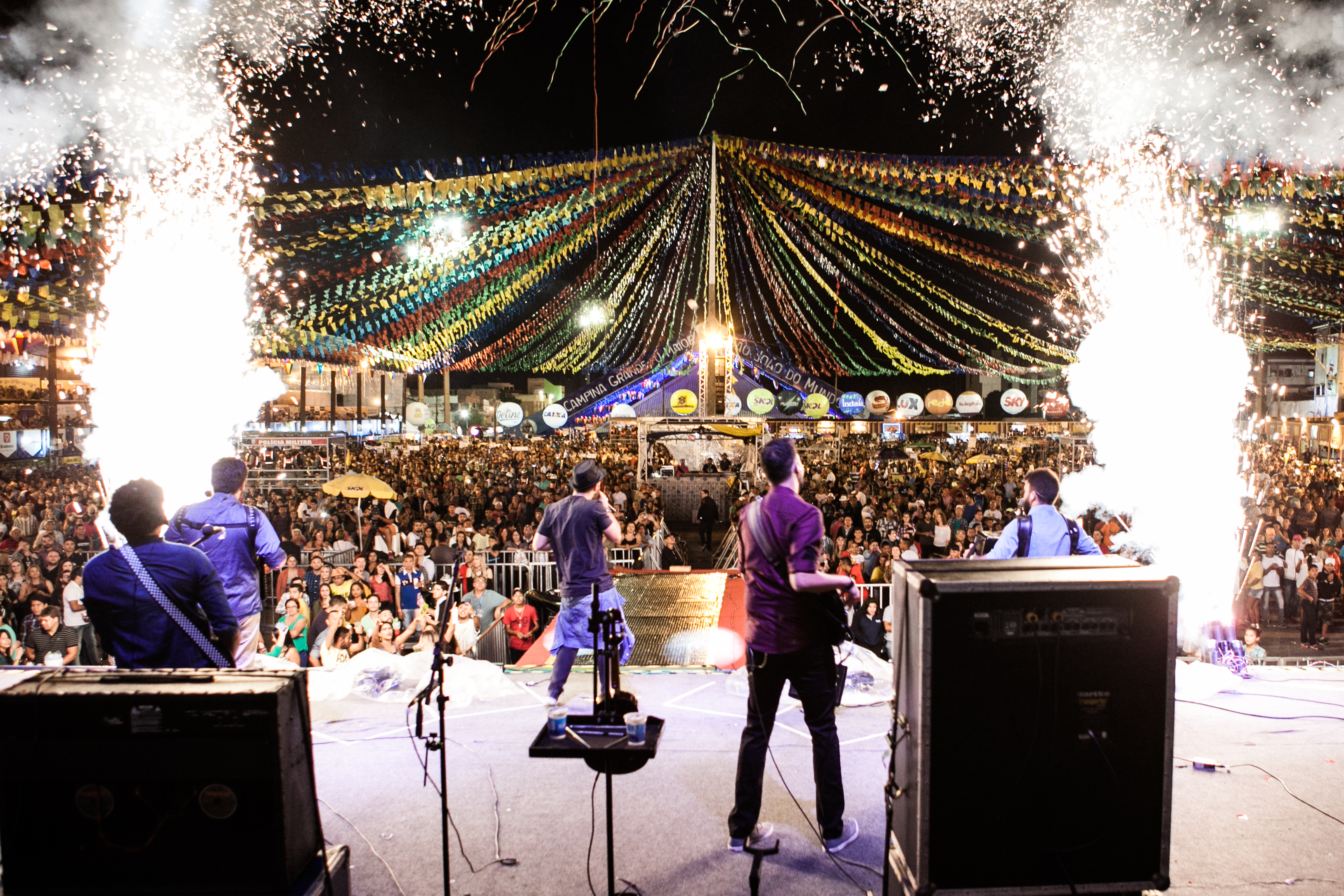
Palco principal do Parque do Povo.

O Parque do Povo é o epicentro dos festejos juninos em Campina Grande, considerado O Maior São João do Mundo. A festa atrai visitantes de todo o país e é um dos eventos mais importantes e aguardados do calendário cultural brasileiro. O parque tem 42 mil metros quadrados e abriga diversas atividades durante as festas juninas, como shows, apresentações culturais, barracas de comidas típicas, parques de diversão e muito mais.

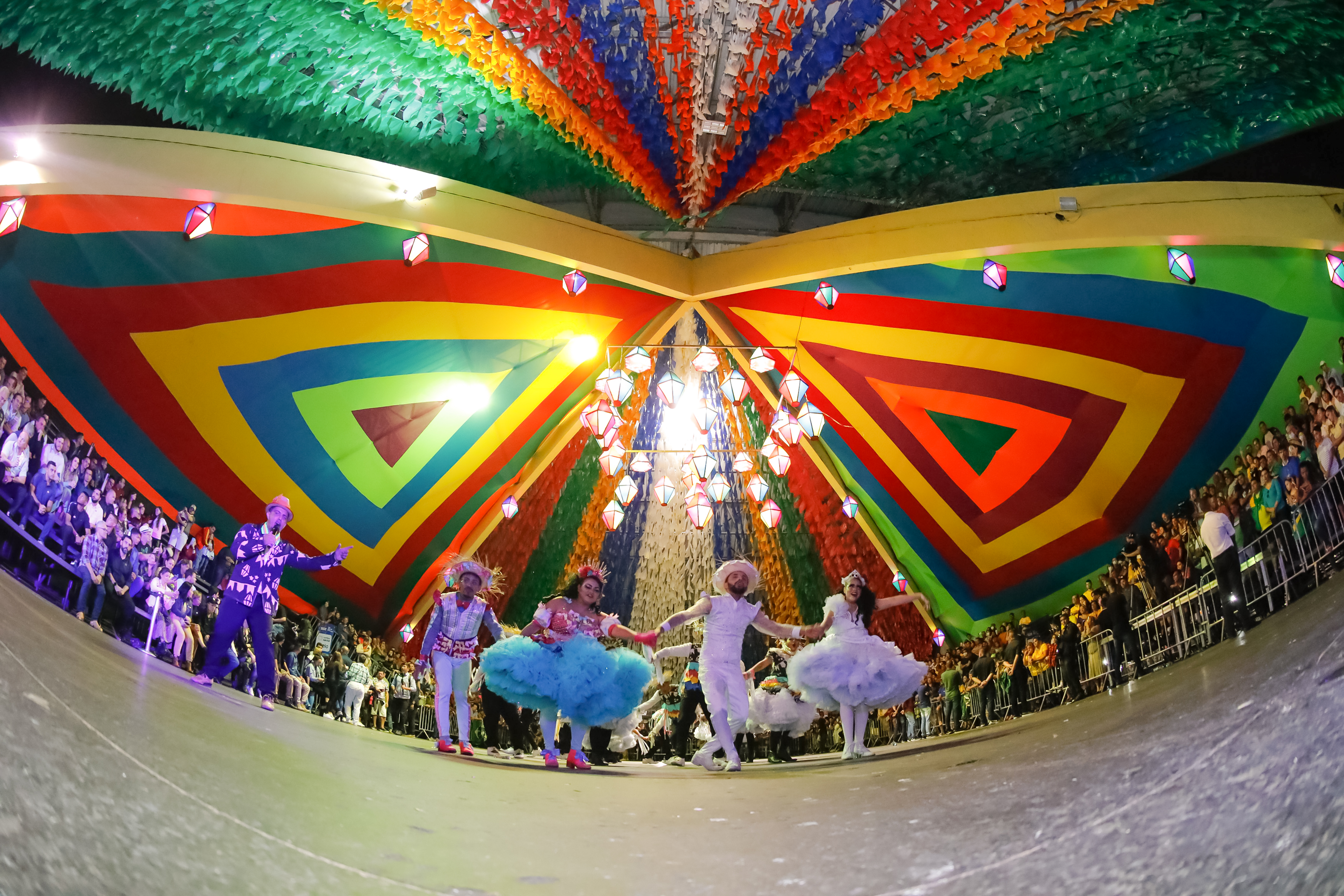
Apresentação de quadrilha no interior da Pirâmide.

O palco principal recebe grandes artistas de renome nacional, e além disso, há palcos menores, chamados de “palcos culturais”, onde se apresentam artistas locais e regionais. A programação do evento é extensa e diversificada, garantindo diversão para todos os gostos. A decoração do Parque do Povo é outro atrativo do evento. A cada ano, um tema é escolhido para inspirar a decoração do parque, que é sempre muito criativa e envolvente. A decoração inclui desde elementos da cultura nordestina, como o chapéu de couro e o aboio, até referências à música, à literatura e à religiosidade da região.

### Ilhas de Forró
Existem três "Ilhas de Forró" distribuídas ao longo do Parque do Povo: Zé Lagoa, Zé Bezerra e Seu Vavá, que suportam o forró de cem pessoas, e como a única regra do local é dançar acompanhado, são cinquenta casais dançando forró pé-de-serra. Trios de forró são sempre e unicamente as atrações, só com sanfona, triângulo e zabumba, durante todos os 31 dias de festa. Durante o período de São João, passam por essas ilhas 90 trios de forró, juntando uma quantidade imensa de pessoas que estão ali para o arrasta-pé. As ilhas, também conhecidas como palhoças, possuem um espaço relativamente grande, caracterizadas como as palhoças juninas da zona rural.

### Vila Nova da Rainha

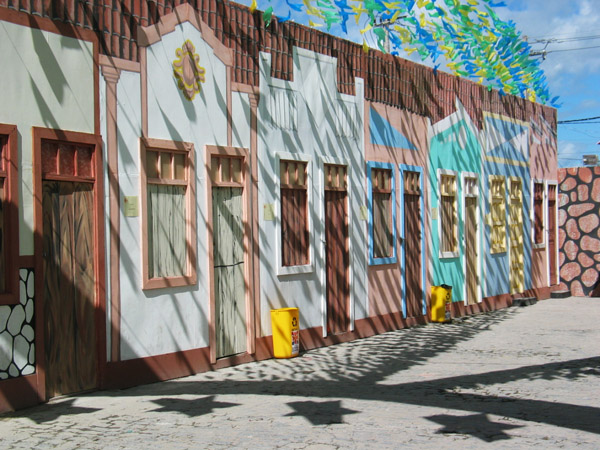
Cenografia da Vila Nova da Rainha.

Também há a reprodução da época que Campina Grande ainda era vila: a "Vila Nova da Rainha". São 10 casinhas, uma igreja e um coreto, tudo construído em uma arquitetura semelhante a original, onde os turistas podem fazer suas compras de artesanato e confeccionados, produzidos a partir de diversas matérias-primas como madeira, estopa, bucha vegetal, sisal, barro, couro ou tecido. É no pátio das casinhas que acontecem as tradicionais brincadeiras do pau-de-sebo, corrida de saco, burreata, além das corridas de jegue e da fogueira.

### Ampliação da área do parque
Em março de 2024, 34 imóveis localizados nos arredores do setor sul do Parque do Povo foram desapropriados e demolidos para a ampliação do terreno do parque, de modo a possibilitar o aumento da área de shows. As obras foram possibilitadas a partir de um empréstimo concedido à Prefeitura de Campina Grande, no valor total de R$ 40 milhões. Com a incorporação da nova área, o terreno do Parque do Povo passou de 31.595 m² para 39.934 m², de acordo com a Secretaria Municipal de Obras do município.
Para a edição de 2024, foi entregue a primeira fase da obra de revitalização do Parque Evaldo Cruz (Açude Novo), contando com áreas de lazer, uma fonte luminosa, projetada pela própria Prefeitura, e um Quadrilhódromo. O Açude Novo foi interligado ao vizinho Parque do Povo por meio de um túnel que transformou a rua que passa entre os dois parques em uma pequena ponte.

## Galante
Galante é um dos 6 distritos de Campina Grande, na Paraíba. Se localiza no extremo leste do município. Situa-se no Planalto da Borborema, em uma região de superfície de ondulações suaves e médias, com altitudes em torno de 605 metros. Nas festividades do Maior São João do Mundo, Galante recebe o Expresso Forrozeiro, um trem com 800 passageiros que parte da estação velha em Campina Grande em direção ao distrito. O trajeto até o distrito dura em média duas horas, e é animado por diversos trios de forró. Em Galante, os turistas são recebidos por quadrilhas juninas e durante a festa, pode-se encontrar diversos restaurantes de comidas típicas, ilhas de forró e diversas atrações locais e regionais no Mercado Público e no Palco Principal da festa. 

## Vila Sítio São João

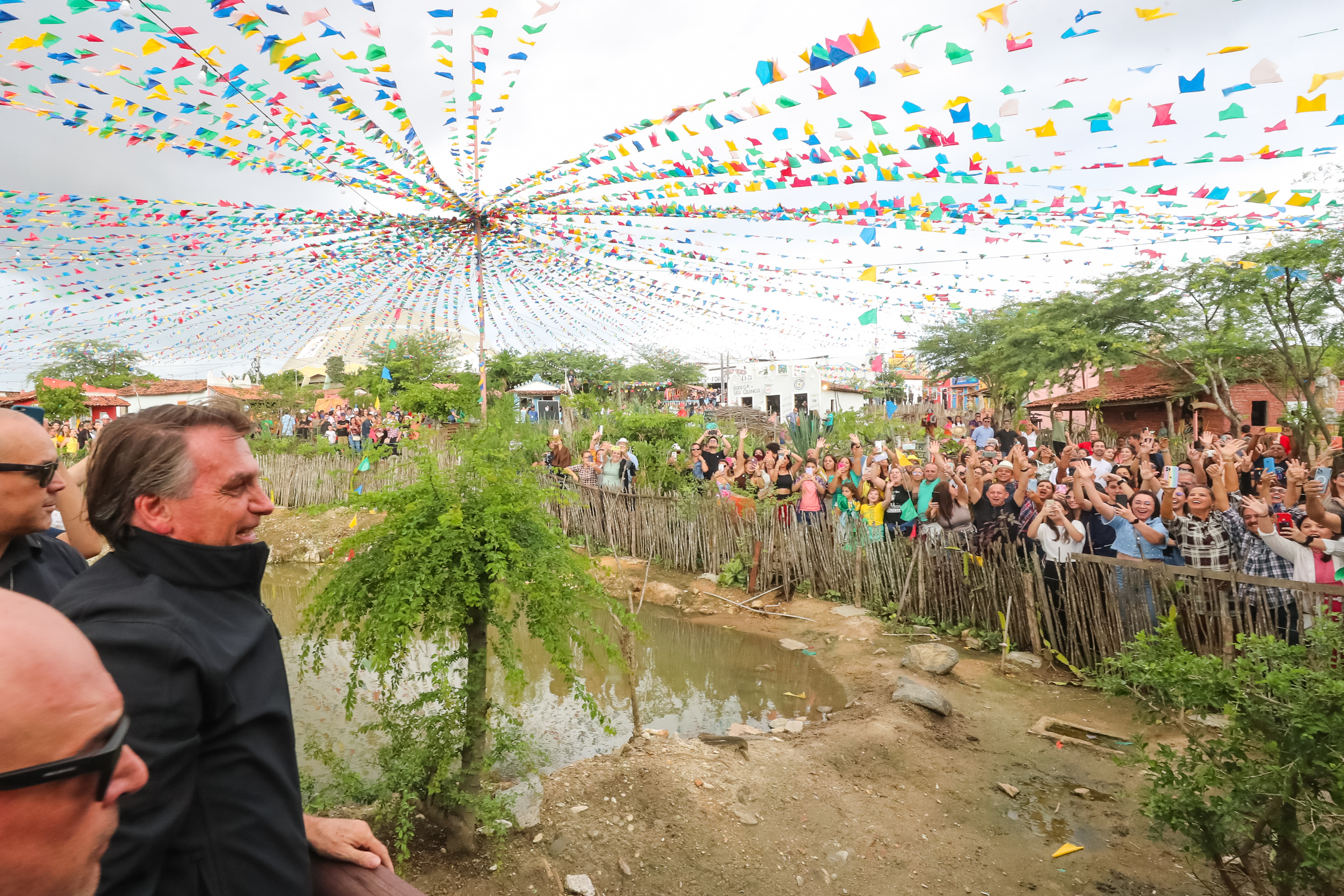
Ex-presidente Jair Bolsonaro visita a Vila Sítio São João.

Um ponto muito importante para visitação turística é o Sítio São João, um cenário rural que reproduz o cotidiano de um sítio do passado no interior nordestino. Além das apresentações musicais, a Vila Sítio São João oferece aos visitantes cenários típicos do Nordeste, como a Bodega, a Casa de Farinha, o Engenho, a Casa do Ferreiro, Foto Mochila, Casinha do Sitio, Vila Cenográfica, Igrejas, coreto, restaurantes, barracas com comidas típicas, além de uma exposição dos animais do Museu Répteis da Caatinga.

## Casamento Coletivo
Além das danças e das festas, o São João de Campina Grande oferece outras atrações: em uma delas, o Parque do Povo vira palco de casamento, durante o dia de Santo Antônio, o santo casamenteiro, quando são realizadas dezenas de casamentos conjuntos, no Casamento Coletivo. Muitas pessoas sem poder aquisitivo realizam o sonho do casamento em festas com tudo pago pela Prefeitura da cidade. Na união civil realizada pela cidade, os custos envolvendo burocracia, decoração da cerimônia, produção do evento e até vestidos das noivas e a roupa dos noivos serão disponibilizados de graça.